# Jaime Magalhães
Jaime Magalhães (Porto, 10 de julho de 1962) é um ex-futebolista português, que atuava como meio-campista.
Foi várias campeão nacional entre o início da década de 80 e meados da década de 90.

## Carreira
Representou sempre o FC Porto, exceptuando a época de 1995/96 onde actuou pelo Leça Futebol Clube. Foi treinador adjunto do clube romeno Fotbal Club CFR 1907 Cluj.

### Selecção Nacional
Averbou 20 internacionalizações "AA", entre 1981 e 1992.

## Títulos
- 1 Taça dos Campeões Europeus (1986/87), no Estádio do 'Prater' em Viena (*),
- 1 Taça Intercontinental (1987), em Tóquio,
- 1 Supertaça Europeia (1987/88),
- 6 Campeonatos Nacionais (1984/85, 1985/86, 1987/88, 1980/90, 1991/92 e 1992/93),
- 4 Taça de Portugal (1983/84, 1987/88, 1990/91 e 1993/94),
- 8 Supertaça Cândido de Oliveira (1980/81, 1982/83, 1983/84, 1985/86, 1989/90, 1990/91, 1992/93 e 1993/94) (**).

(*) Foi ainda finalista vencido na edição de 1983/84 da Taça das Taças, em Basileia.
(**) Detém ex-aqueo o recorde de títulos nesta prova.